# 키위 (종)

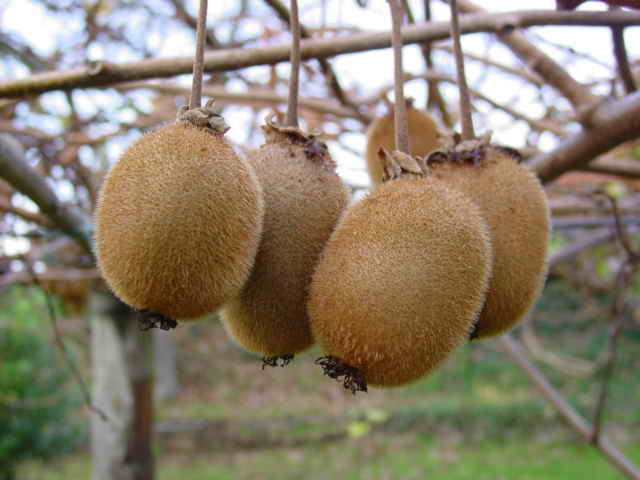

키위(Actinidia deliciosa)는 가장 대표적인 키위 종으로 과육이 녹색이다. 골드키위와 구분해 그린키위로도 불린다.
중국 남부 원산의 열매를 맺는 덩굴이다. 악티니디아속의 다른 종들도 중국에서 발견되며 동쪽으로는 일본까지, 북쪽으로는 러시아 극동 남부 지역까지 분포한다. 이 종은 600~2,000m의 고도에서 자연적으로 자란다.

## 같이 보기
- 키위 (과일)